# Meridyrias progenies
Meridyrias progenies là một loài bướm đêm trong họ Noctuidae.